# Leslie Uggams
Leslie Uggams (née le 25 mai 1943 à Harlem) est une actrice et chanteuse américaine.

## Biographie
Commençant sa carrière comme enfant au début des années 1950, Leslie Uggams est reconnue pour avoir interprété Kizzy Reynolds dans la mini-série Racines (1977), ce qui lui a valu des nominations aux Golden Globes et aux Emmy Awards pour sa performance. Auparavant, elle avait été très acclamée pour la comédie musicale Hallelujah, Baby! (en), remportant un Theatre World Award en 1967 et le Tony Award de la meilleure actrice dans une comédie musicale en 1968.en 2016 Uggams fera une apparitions aux cinéma au coté de Ryan Reynolds dans Deadpool (2016) et dans Empire.

## Filmographie

### À la télévision
- 2024 : Fallout : Betty Pearson, ancienne superviseuse de l'Abri 33 qui a depuis pris sa retraite et a rejoint son conseil d'administration.

### Au cinéma
- 1962 : Quinze Jours ailleurs : chanteuse
- 1972 : Black Girl (en) : Netta
- 1972 : Alerte à la bombe (Skyjacked) de John Guillermin : Lovejoy Wells
- 1975 : Poor Pretty Eddie (en) : Elizabeth « Liz » Wetherly
- 2016 : Deadpool de Tim Miller : Blind Al
- 2018 : Deadpool 2 de David Leitch : Blind Al
- 2021 : The Ravine : Joanna
- 2022 : Nanny de Nikyatu Jusu : Kathleen
- 2023 : Fiction à l'américaine (American Fiction) de Cord Jefferson
- 2024 : Deadpool et Wolverine de Shawn Levy : Blind Al
- Ruth Adams Dotty & Soul : Dotty (en production)
- Hail the Squash (en production)